# あいだ夏波
あいだ 夏波（あいだ なつみ、7月31日 - ）は、日本の漫画家。女性。神奈川県出身。 血液型B型。2001年、『マーガレット』（集英社）にて「そんな聖なる夜も」でデビュー。代表作は『スイッチガール!!』、『奈落の花』、『圏外プリンセス』。

## 作品リスト
特記する作品以外、全て集英社、マーガレットコミックスから刊行されている。
- 純情ポルノ（2005年11月25日発売[4]、ISBN 4-08-846006-5）
  - 純情ポルノ（『ザ マーガレット』2005年4月号）
  - ストーキングGOGO（『マーガレット』2005年13号）
  - フェイク×フェイク（『ザ マーガレット』2004年5月号）
  - ピンクのフリル（『ザ マーガレット』2003年7月号）
- 革命教室（2006年4月25日発売[5]、『マーガレット』2005年22号 - 2006年3号、ISBN 4-08-846049-9、全1巻）
- スイッチガール!!（2006年 - 2013年、全25巻）
- 圏外プリンセス（2014年 - 2016年、全7巻）
- アナログドロップ（2017年 - 2018年、全2巻）
  1. 2018年1月25日発売[6][7]、『マーガレット』2017年19号[8][9]、21号、23号、2018年1号、ISBN 978-4-08-845879-3
  2. 2018年5月25日発売[10]、『マーガレット』2018年号、2018年10号、ISBN 978-4-08-844036-1

### アンソロジー
- HE LOVES YOU[11]（2010年12月24日発売[12]、ISBN 978-4-08-846602-6）
  - フェイク×フェイク（『ザ マーガレット』2004年5月号）

### 単行本未収録作品
- そんな聖なる夜も（『マーガレット』2001年、デビュー作）
- 空と君に恋（『マーガレット』2003年12号）
- らぶメー☆（『マーガレット』2003年18号）
- そのお嬢、H（エイチ）につき[13]（『ザ マーガレット』2016年2月号）
- 小波ちゃんのささくれ[14]（『マーガレット』2016年18号[15] - 2017年15号）
- 演劇 ハイキュー!!×あいだ夏波 舞台稽古現場に行ってきた!![16]（『マーガレット』2016年22号）
- 小波ちゃんの執事[17]（『マーガレット』2017年17号別冊ふろく『メイちゃんの執事DX 8.5』）
- 初恋ストーカー[18]（『Cocohana』2018年7月号）
- 歌舞伎町ライアーズ[19]（『Cocohana』2018年10月号）
- 奈落の花（『マンガMee』2018年11月4日配信[20] - 2021年6月20日配信[21]）
- 東大くんと元ギャルさん 〜格差婚ロワイヤル〜[22]（『BE・LOVE』（講談社）2021年10月号[23] - 2023年5月号[24]→『Palcy』[25]） - 単行本は電子書籍のみ刊行[26]。
- キョロ充に花束を（原作：あいだ夏波、作画：香邑しはる、『マンガMee』2021年12月17日配信[27] - 連載中）